# Talia (Càrite)

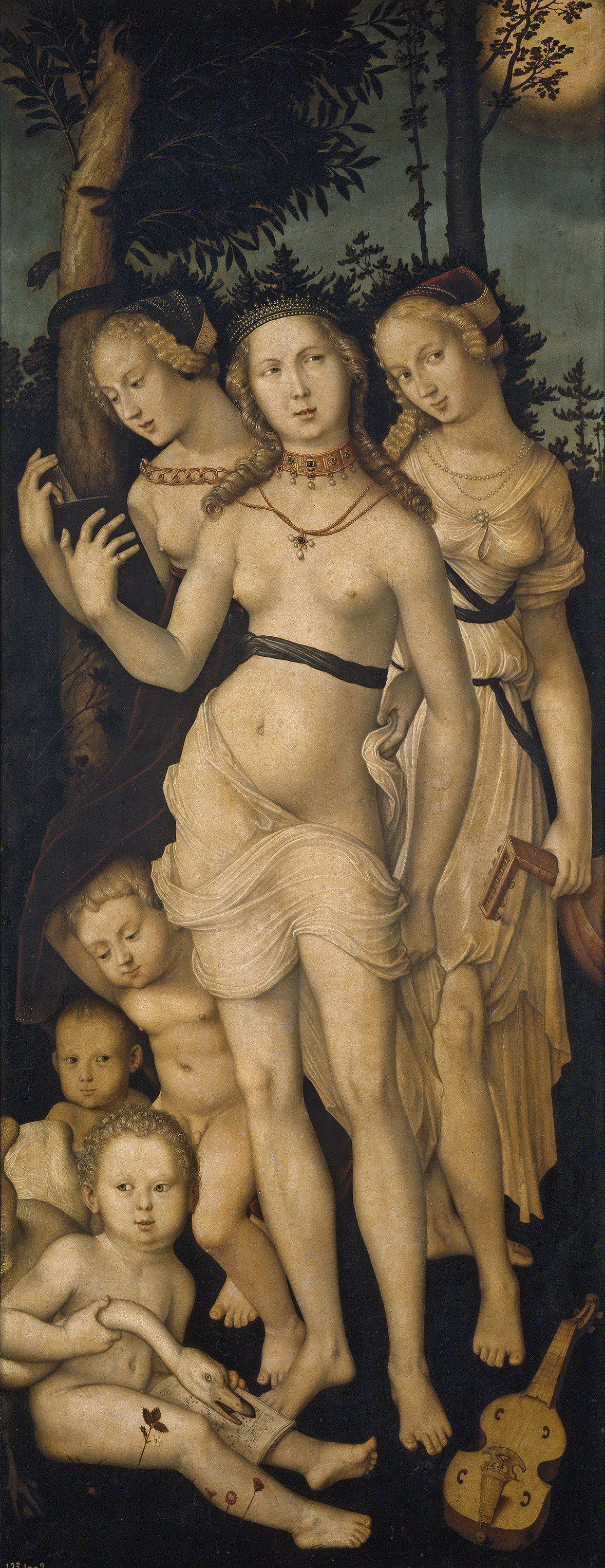
Les tres Gràcies, per Hans Baldung Grien

En la mitologia grega, Talia (Θάλεια -ίας / Thalia, «la florent»; llatí Thălīă -ae) era una de les tres Càrites o Gràcies amb les seves germanes Aglaia i Eufròsine. Era filla de Zeus i l'oceànide Eurínome o Eunòmia. Presidia les celebracions festives i els banquets rics i luxosos.